# Boișoara (gmina)
Boișoara – gmina w Rumunii, w okręgu Vâlcea. Obejmuje miejscowości Boișoara, Bumbuești i Găujani. W 2011 roku liczyła 1313 mieszkańców.